# ブルドン抹消検査
ブルドン抹消検査（独:Bourdon’seher Durchstreichte)は、個人の作業処理能力や集中力を客観的に評価する検査の1つ。ADHDやうつ病、知能障害などの診断や、就労能力・作業処理能力の評価として使用される。フランスの心理学者ベンジャミン・ブルドン によって発案された。

## 概要
一般に使われる東大脳研式のものは、B4の用紙に、1行に40個の図形・記号が50列印刷されており(図形・記号の数は合計2000個）、冒頭に指示されたものと同じ形状のものを抹消していく作業となる。処理時間、抹消漏れ数（脱漏）、誤抹消数、脱行数を評価して診断する。日本では保険収載されており、医療機関で実施した場合は診療報酬として算定できる。うつ病等による休職中に、復職可能なのか等の判断にも使用される。

## 判断基準
基準値には諸説あり、基準値の改定を求める声もある。金沢大学の学生100人（18-27歳）での試験を以下に示す。
- 記載完了までの平均時間は7分31秒、最頻値は6分20秒であったが10分20秒を超える学生は非常に少なかった[1]。正常な学生では12分20秒を超える者は居なかった[1]。精神科入院患者を対象に行った試験では全体の21%が12分40秒を超えた[1]。
- 脱漏数は平均11.6個であるが、最頻値は4個であった[1]。検査用紙の説明書には正常値は14.1個までとされる[1]。脱漏数が20個を超えると、通常の労務就業には支障がある可能性が高いと考えられる。
- 脱行や誤マークは、正常学生群では皆無であった[1]。健常者ではまず観察されないとされている[1]。

## 利点と欠点
学歴や使用言語に関わらず、簡便で安価に実施できる点が評価されている。実施時間も健常者であれば8-10分程度で実施可能である。欠点としては、2000個の小さな図形・記号が密集してテスト用紙に印字されているので、視力障害があると実施困難であるのと、結果判定の側にとっても視力が要求されることがある。場合によっては採点の人為的ミスも想定され、これらの欠点を回避する目的で、入力と採点をコンピューター化する試みも行われている。

## 内田クレペリン精神検査との比較
類似の精神作業検査として内田クレペリン検査が知られる。ブルドン抹消検査と比較して作業負担が大きく、計算の不得意な被験者には向いていないとされる。

## 特記事項
- 睡眠時無呼吸症候群の重症度を示すAHIスコアとは、相関関係がないことが知られている[8]。
- ブルドンは、他にも類似した検査方法を考案している(en:Dot cancellation testなど)。